# Melanochyla borneensis
Melanochyla borneensis är en sumakväxtart som först beskrevs av Henry Nicholas Ridley, och fick sitt nu gällande namn av Ding Hou. Melanochyla borneensis ingår i släktet Melanochyla och familjen sumakväxter. Inga underarter finns listade i Catalogue of Life.